# Keyra
Keyra (né le 26 octobre 1995 à Mexico, au Mexique) est une catcheuse (lutteuse professionnel) mexicaine qui est actuellement sous contrat avec la Lucha Libre AAA Worldwide.

## Carrière

### Circuit indépendant (2017–2019)
Le 29 janvier 2017, Keira a vaincu Silueta pour remporter le CMLL-Reina International Junior Championship. Cependant, elle a quitté son titre pour des raisons non divulguées.
Le 5 avril, Keyra a battu Candy White, Lady Maravilla, Santana Garrett et Laurel Van Ness pour remporter le The Crash Women's Championship. Le 20 janvier, Keyra a perdu le The Crash Women's Championship contre Lacey Lane.
Le 20 mars 2017, Keira a remporté le masque de Diosa Quetzal dans une Lucha de Apuestas des Promociones Corsario Negro.
Le 1 er janvier 2019, Keira a défait Diosa Quetzal, Lady Flamer, Zeuxis et La Hija de Gatubela à Naucalpan, annonçant que ce serait sa dernière apparition en tant qu'indépendante puisqu'elle affirmait qu'elle irait à AAA à plein temps.

### Asistencia Asesoría y Administración (2018–...)
Après son retour à apparaître dans AAA depuis longtemps, le 4 juin, Keyra est revenu à apparaître dans Verano de Escándalo faisant équipe avec La Hiedra et Black Danger dans un match par équipe, où ils ont vaincu Lady Shani, Mamba et Pimpinela Escarlata.
Le 7 septembre, Keyra a fait équipe avec La Hiedra et Scarlett Bordeaux dans un match par équipe face à Lady Maravilla, Lady Shani et Vanilla Vargas.
Le 16 juin 2019, au Verano de Escándalo, Keyra a vaincu Chik Tormenta et Lady Shani pour remporter le AAA Reina de Reinas Championship, en commençant son premier règne au championnat AAA.

### Impact Wrestling (2018-...)
Elle débute à Impact Wrestling le 11 octobre 2018 à Impact, il a été vaincu par Impact Knockouts Champion Tessa Blanchard.
Le 25 janvier 2019 à Impact, Keyra a fait sa deuxième apparition au cours de laquelle elle a été battue par la Impact Knockouts Champion Taya Valkyrie.

## Palmarès
- AULL
  - AULL Women's Championship (1 fois)

- The Crash
  - The Crash Women's Championship (1 fois)

- Comision de Box y Lucha D.F.
  - Lucha Libre MX Women's Championship (1 fois)

- Generación XXI
  - Generación XXI Women's Championship (1 fois)

- Lucha Libre AAA Worldwide
  - AAA Reina de Reinas Championship (1 fois)

- New Wrestling Generation
  - NWG Divas Championship (1 fois)

- Promociones EMW
  - EMW Women's Championship (1 fois, actuelle)

- Universal Woman's Pro Wrestling Reina
  - CMLL-Reina International Junior Championship (1 fois)

### Résultats des matchs à enjeu (Luchas de apuestas)
| # | Vainqueur (enjeu) | Perdant (enjeu)        | Date         | Lieu                     | Notes                                  |
| - | ----------------- | ---------------------- | ------------ | ------------------------ | -------------------------------------- |
| 1 | Keira (masque)    | Diosa Quetzal (masque) | 20 mars 2017 | Ecatepec, État de Mexico | Au cours de Promociones Corsario Negro |